# Huvinahole, Hiriyur
Huvinahole là một làng thuộc tehsil Hiriyur, huyện Chitradurga, bang Karnataka, Ấn Độ.